# König-Fahd-Pokal 1992/Spiele
Diese Seite enthält alle Spiele des König-Fahd-Pokals 1992 in Riad (Saudi-Arabien) mit allen statistischen Details.

## Halbfinale

### USA – Saudi-Arabien 0:3 (0:0)
| USA                                                       | USA | Saudi-Arabien | Saudi-Arabien |
| --------------------------------------------------------- | --- | --- | ------------- |
| USA                                                       | \| Donnerstag, 15. Oktober 1992 in Riad (König-Fahd-Stadion) \| \| Zuschauer: 70.000 \| \| Schiedsrichter: Ulisses Tavares Da Silva ( Brasilien) \| \| Spielbericht \|                                                                             | \| Donnerstag, 15. Oktober 1992 in Riad (König-Fahd-Stadion) \| \| Zuschauer: 70.000 \| \| Schiedsrichter: Ulisses Tavares Da Silva ( Brasilien) \| \| Spielbericht \|                                                                           | Saudi-Arabien |
| USA                                                       | Tony Meola – Fernando Clavijo, Marcelo Balboa, Mike Lapper, John Harkes – Brian Quinn, Chris Henderson, (62. Jean Harbor), Bruce Murray, (46. Paul Caligiuri), Tab Ramos – Hugo Pérez, Roy Wegerle Cheftrainer: Bora Milutinović ( BR Jugoslawien) | Saud al-Otaibi – Abdullah al-Dosari, Abdulrahman al-Roomi, Salem al-Alawi, Fuad Amin – Fahd al-Harifi al-Bischi, Khalid al-Muwallid, Yousuf al-Thunayan, Sami al-Jaber (72. Fahad al-Mehallel) – Said al-Uwairan, Khaled al-Hazaa Cheftrainer: ? | Saudi-Arabien |
| USA                                                       | 0:1 Fahd al-Harifi al-Bischi (48.) 0:2 Yousuf al-Thunayan (74.) 0:3 Khalid al-Muwallid (84.) | | Saudi-Arabien |
| USA                                                       | Bruce Murray (36.), John Harkes (73.) | Khalid al-Muwallid (19.) | Saudi-Arabien |
| USA                                                       | Brian Quinn (81.) | | Saudi-Arabien |
| Donnerstag, 15. Oktober 1992 in Riad (König-Fahd-Stadion) | | |               |
| Zuschauer: 70.000                                         | | |               |
| Schiedsrichter: Ulisses Tavares Da Silva ( Brasilien)     | | |               |
| Spielbericht                                              | | |               |

### Argentinien – Elfenbeinküste 4:0 (2:0)
| Argentinien                                            | Argentinien | Elfenbeinküste | Elfenbeinküste |
| ------------------------------------------------------ | --- | --- | -------------- |
| Argentinien                                            | \| Freitag, 16. Oktober 1992 in Riad (König-Fahd-Stadion) \| \| Zuschauer: 15.000 \| \| Schiedsrichter: Jamal al-Sharif ( Syrien) \| | \| Freitag, 16. Oktober 1992 in Riad (König-Fahd-Stadion) \| \| Zuschauer: 15.000 \| \| Schiedsrichter: Jamal al-Sharif ( Syrien) \| | Elfenbeinküste |
| Argentinien                                            | Sergio Goycochea – Sergio Vázquez, Ricardo Altamirano, Fabian Basualdo, Oscar Ruggeri – Fernando Redondo, Jose Luis Villareal (75. Diego Cagna), Diego Simeone, Leonardo Rodríguez (67. Beto Acosta) – Claudio Caniggia, Gabriel Batistuta Cheftrainer: Alfio Basile | Alain Guiahouly – Basile Aka Kouamé, Sékana Diaby, Sam Abduo, Lassina Dao – Joseph Gadji, Lucien Kassy Kouadio (56. Georges Lignon), Serge Maguy, Donald-Olivier Sié – Oumar Ben Salah (84. Eugene Beugre), Abdoulaye Traoré Cheftrainer: Martial Yéo | Elfenbeinküste |
| Argentinien                                            | 1:0 Gabriel Batistuta (2.) 2:0 Gabriel Batistuta (10.) 3:0 Ricardo Altamirano (67.) 4:0 Alberto Acosta (81.) | | Elfenbeinküste |
| Argentinien                                            | Sergio Vazquez (13.) | Sam Abduo (5.), Joseph Gadji (44.) | Elfenbeinküste |
| Argentinien                                            | Sam Abduo (51.) | | Elfenbeinküste |
| Freitag, 16. Oktober 1992 in Riad (König-Fahd-Stadion) | | |                |
| Zuschauer: 15.000                                      | | |                |
| Schiedsrichter: Jamal al-Sharif ( Syrien)              | | |                |

## Spiel um Platz 3

### USA – Elfenbeinküste 5:2 (2:1)
| USA                                                   | USA | Elfenbeinküste | Elfenbeinküste |
| ----------------------------------------------------- | --- | --- | -------------- |
| USA                                                   | \| Montag, 19. Oktober 1992 in Riad (König-Fahd-Stadion) \| \| Zuschauer: 9.500 \| \| Schiedsrichter: Rodrigo Badilla ( Costa Rica) \| | \| Montag, 19. Oktober 1992 in Riad (König-Fahd-Stadion) \| \| Zuschauer: 9.500 \| \| Schiedsrichter: Rodrigo Badilla ( Costa Rica) \| | Elfenbeinküste |
| USA                                                   | Tony Meola – Fernando Clavijo, Marcelo Balboa, Mike Lapper, Paul Caligiuri – Jean Michalik, Chris Henderson, (27. Cobi Jones), Bruce Murray, Hugo Pérez – Eric Wynalda, Peter Vermes (73. Dominic Kinnear) Cheftrainer: Bora Milutinović ( BR Jugoslawien) | Alain Guiahouly – Basile Aka Kouamé, Ibrahima Koné, Rufin Lué, Sékana Diaby – Oumar Ben Salah, Abdoulaye Traoré, Serge Maguy, Eugene Beugre, (63. Lucien Kassy Kouadio) – Donald-Olivier Sié, Lassina Dao (46. Joseph Gadji) Cheftrainer: Martial Yéo | Elfenbeinküste |
| USA                                                   | 1:0 Marcelo Balboa (12.) 2:1 Cobi Jones (31.) 3:1 Eric Wynalda (56.) 4:1 Bruce Murray (67.) 5:2 Bruce Murray (83.) | 1:1 Abdoulaye Traoré (16.) 4:2 Donald-Olivier Sié (76.) | Elfenbeinküste |
| USA                                                   | Oumar Ben Salah (27.), Donald-Olivier Sié (37.) | | Elfenbeinküste |
| Montag, 19. Oktober 1992 in Riad (König-Fahd-Stadion) | | |                |
| Zuschauer: 9.500                                      | | |                |
| Schiedsrichter: Rodrigo Badilla ( Costa Rica)         | | |                |

## Finale

### Argentinien – Saudi-Arabien 3:1 (2:0)
| Argentinien                                             | Argentinien | Saudi-Arabien | Saudi-Arabien |
| ------------------------------------------------------- | --- | --- | ------------- |
| Argentinien                                             | \| Dienstag, 20. Oktober 1992 in König-Fahd-Stadion (Riad) \| \| Zuschauer: 75.000 \| \| Schiedsrichter: Lim Kee Chong ( Mauritius) \| | \| Dienstag, 20. Oktober 1992 in König-Fahd-Stadion (Riad) \| \| Zuschauer: 75.000 \| \| Schiedsrichter: Lim Kee Chong ( Mauritius) \| | Saudi-Arabien |
| Argentinien                                             | Sergio Goycochea – Sergio Vázquez, Ricardo Altamirano, Fabian Basualdo, Oscar Ruggeri – Fernando Redondo, Jose Luis Villareal (81. Diego Cagna), Diego Simeone, Leonardo Rodríguez (73. Beto Acosta) – Claudio Caniggia, Gabriel Batistuta Cheftrainer: Alfio Basile | Saud al-Otaibi – Abdullah al-Dosari, Abdulrahman al-Roomi, Salem al-Alawi, Fuad Amin – Mohammed al-Khilaiwi, Fahd al-Harifi al-Bischi (67. Abdul al-Rozan), Khalid al-Muwallid, Khaled al-Hazaa – Said al-Uwairan, Sami al-Dschabir (45. Fahad al-Mehallel) Cheftrainer: ? | Saudi-Arabien |
| Argentinien                                             | 1:0 Leonardo Rodriguez (18.) 2:0 Claudio Caniggia (24.) 3:0 Diego Simeone (64.) | 3:1 Said al-Uwairan (65.) | Saudi-Arabien |
| Argentinien                                             | Diego Simeone (28.), Fabian Basualdo (62.) | Fuad Amin (47.) | Saudi-Arabien |
| Dienstag, 20. Oktober 1992 in König-Fahd-Stadion (Riad) | | |               |
| Zuschauer: 75.000                                       | | |               |
| Schiedsrichter: Lim Kee Chong ( Mauritius)              | | |               |